# 希伯尼安足球俱乐部
喜伯年足球會（英語：Hibernian Football Club，簡稱），是一家蘇格蘭足球俱樂部，為愛丁堡市兩支球會之一（另一支為赫斯），主場位於復活節路球場。

## 球會歷史
喜伯年在1875年由一群愛爾蘭裔足球愛好者成立，在1880年代遷入復活節路。喜伯年是首支由羅馬天主教的愛爾蘭移民建立主要的蘇格蘭足球俱樂部，喜伯年（Hibernian）之名是從愛爾蘭的拉丁文名稱希伯尼亞（Hibernia）改變而成。隨後而來的例子有登地喜伯年（即現時的登地聯）及些路迪，些路迪在成立時也差點命名為格拉斯哥喜伯年，現時球隊的地區色彩已蓋過往日的宗教色彩，成為愛丁堡東部的代表球隊。
傳統上，喜伯年被視為“老字號”的些路迪及格拉斯哥流浪以外最好的蘇格蘭足球俱乐部，在1950年代以前更是英國境內的最佳足球俱乐部之一，擁有號稱“五條煙”，是為俱乐部的高峰期。在1887年8月13日喜伯年擊敗普雷斯頓而獲“世界冠軍”（World Champions）的稱號。
喜伯年是首支英國球隊參賽歐洲足球協會主辦的歐洲盃（1955-56年首屆歐洲盃），並且殺入四強階段最終不敵法國球會蘭斯。球隊獲得最近一項重要錦標為1991–92年的聯賽杯，決賽以 2–0 擊敗鄧弗姆林奪標。喜伯年亦曾在2004年再晉身聯賽杯決賽，但以 0–2 負於。也打入2001年蘇格蘭杯決賽，以 0–3 負於格拉斯哥流浪而未能重溫103年前奪標的榮譽。2007年3月18日在咸普頓公園球場聯賽杯決賽以 5–1 擊敗基马诺克，16年後再次高舉獎盃。
1997–98年球季，喜伯年從蘇超降級甲組，球隊隨即作出反彈，創出 12 連勝，獲得紀錄性的 89 分，比隨後的福爾柯克多 23 分而奪得甲組聯賽冠軍回升蘇超。
2013–14年蘇超，喜伯年護級失敗。2016–17年球季，喜伯年取得蘇冠冠軍，得以升上蘇超。

## 隊色與會徽
喜百年自1875年成立以來便穿著綠與白為主色的球衣，傳統款式為綠衫白袖及白領，球褲通常為白色，但近季亦有採用綠色的球褲，球袜為綠色，通常加有白色的細節。而球隊近季分別穿著黃、紫、黑、白及深綠作為第二球衣，喜百年是在1977年由於電視公司拒絕轉播他們穿著附有贊助廣告的主場球衣的比賽，因此開始使用第二球衣。
在球會草創初期，喜百年是穿著綠白橫間的球衣，其後些路迪亦仿照而成為其傳統球衣款式。喜百年由1879年開始穿著全綠球衣，直到1938年才加上白袖，這款式類似英格蘭的，他們是於1930年代初期在其紅色球衣加上白袖的。於2004年喜百年改穿綠色球褲配襯綠色球衣，用以慶祝1964年10月友賽2-0擊敗皇家馬德里40週年，當年喜百年因為避免與皇馬全白球衣撞色而首次改穿綠色球褲，自2004年以後，喜百年只有一季不是穿著綠色球褲的。
球會的會徽歷年來不斷變更，這反映一直以來對球會身份的爭議，是否對存在教派旨意的指控不予理會而展示其愛爾蘭根源，在1950年代首次移除「愛爾蘭豎琴」（Clàrsach），但於2000年最新的版本又再次補回。

## 敵對球隊
喜伯年在愛丁堡的打吡對手是赫斯，「愛丁堡打吡」（Edinburgh derby）是足球世界中最古老的敵對對抗之一。兩支球隊於1875年聖誕節首次對碰，赫斯以1-0獲勝。直到1878年兩隊經歷5場的「愛丁堡足總盃」（Edinburgh Football Association Cup）爭霸戰才確立其在愛丁堡的主導地位，再一次赫斯在0-0、1-1、1-1及1-1四場和局後，以3-2取得最後勝利。
兩隊的主場容量接近，各取得四次蘇格蘭聯賽冠軍，赫斯贏得較多盃賽冠軍，並且在打吡對碰中領先，於604場比賽中以269勝對195負大幅超前。喜伯年於1973年聖誕節作客7-0大破赫斯錄得競爭性打吡戰中最大的勝果；但打吡對碰最大的勝果是1893年8月12日赫斯在友誼賽以10-2橫掃喜伯年；而在蘇超則是2000年10月22日喜伯年在主場以6-2獲勝。

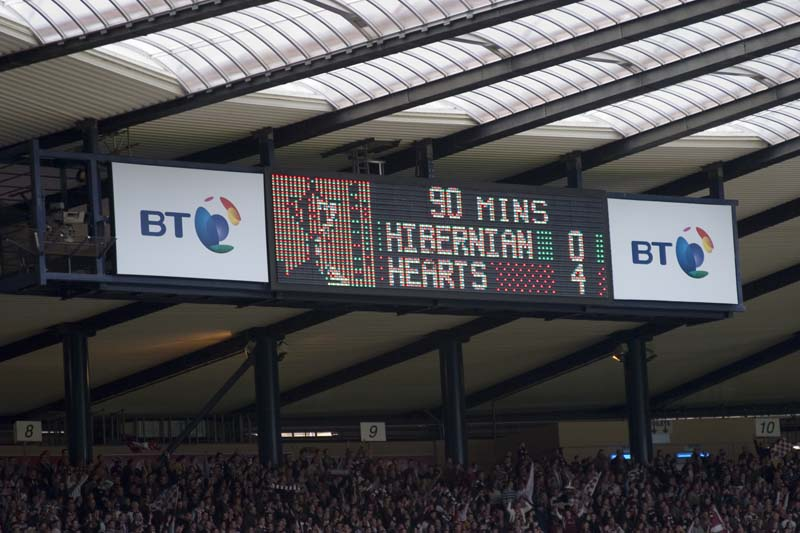
2006年蘇格蘭盃準決賽喜伯年4-0大勝赫斯
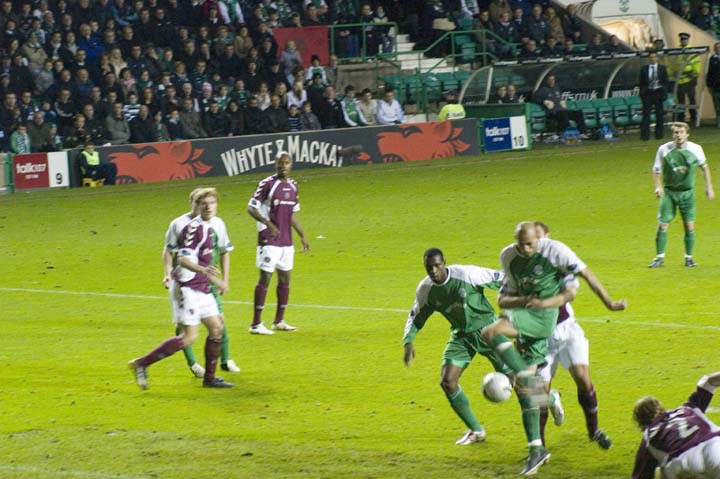
朗·鍾斯在一場打吡戰射入一球

## 主場球場
復活節路球場（英語：Easter Road）是位於蘇格蘭愛丁堡的港区利斯（Leith）的運動場，可容17,500名觀眾，以容量計復活節路是蘇格蘭第七大的球場，亦是愛丁堡市內最大的專供足球比賽用的球場。喜伯年自1893年已使用復活節路球場作為主場球場，此外球場亦供杯賽比賽用。
復活節路球場包含三座兩層看台，其中南面及北面看台在1995年興建，而最大的西看台剛於2001年落成啟用，可容6,500人。球會正計劃將最破舊的東看台改建，規格與其餘三座看台看齊，到時球場總容量將超越20,000人，而球場草坪亦可擴闊3米以符合歐洲足協的規格。但由於資金不足，可能只建單層看台以節省金錢。

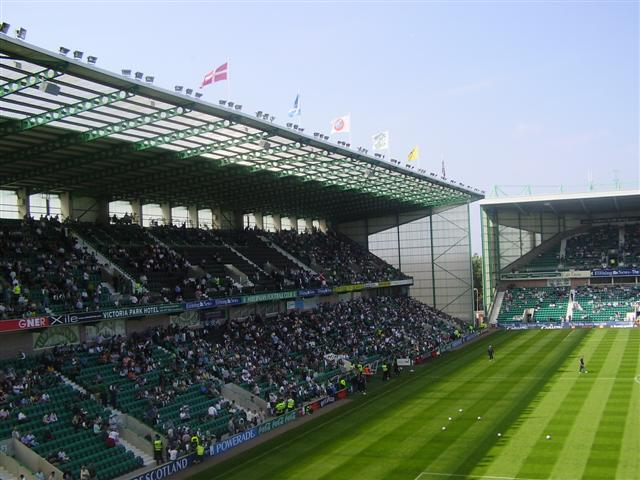
西看台
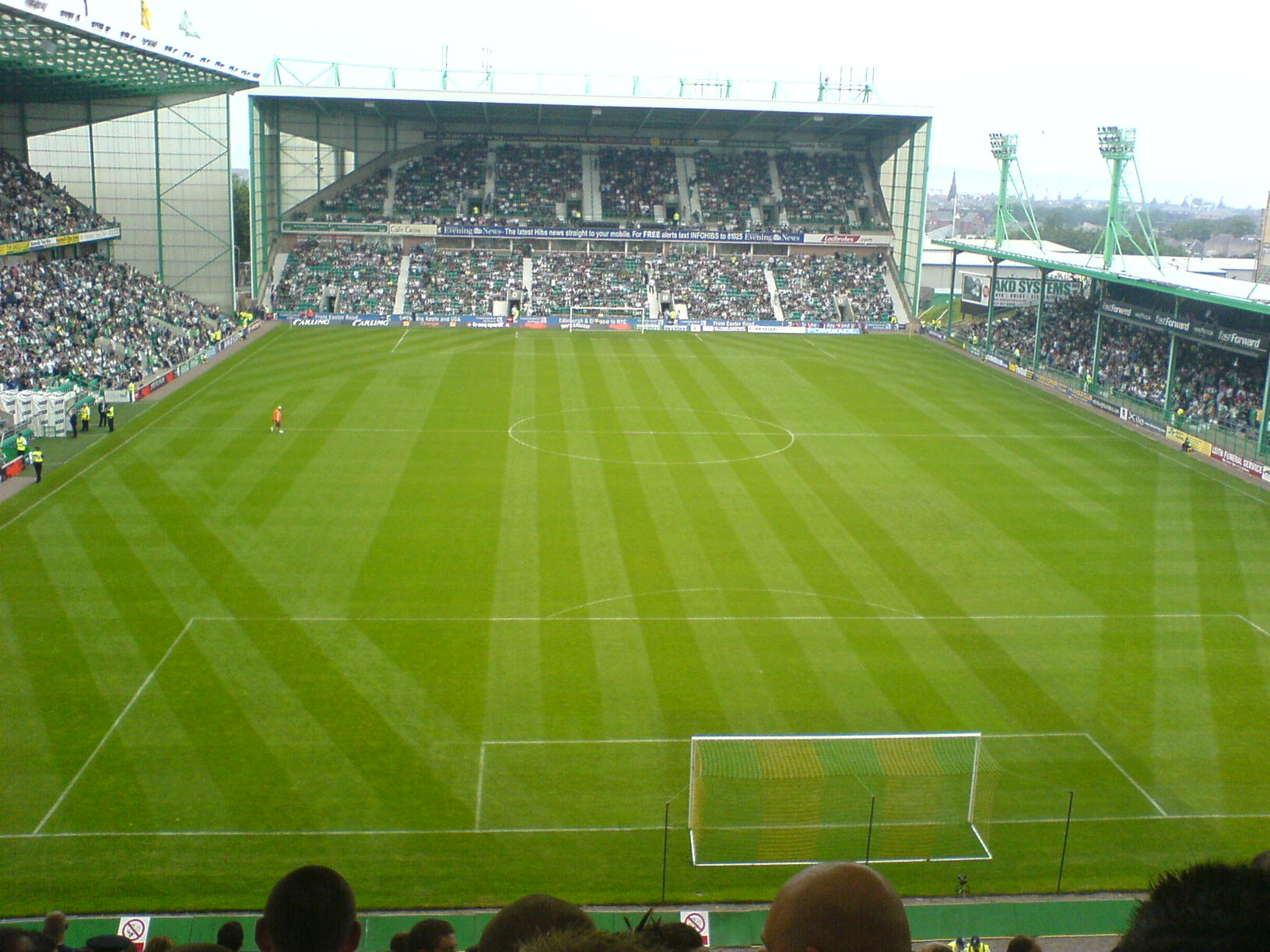
「五條煙」看台 （北看台）
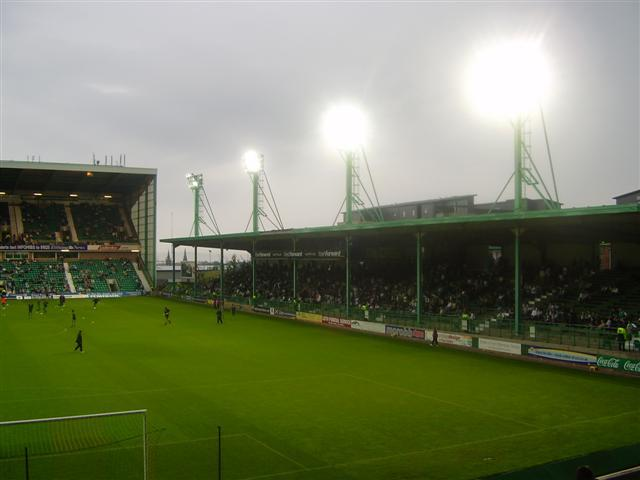
東梯階看台於2010年3月拆卸

## 球會榮譽
| 榮譽                    | 次數        | 年度                             |
| 聯 賽 比 賽             | 聯 賽 比 賽 | 聯 賽 比 賽                      |
| ----------------------- | ----------- | -------------------------------- |
| 甲組聯賽《頂級》 冠軍   | 4           | 1903年、1948年、1951年、1952年。 |
| 甲組聯賽《第二級》 冠軍 | 2           | 1981年、1999年。                 |
| 乙組聯賽 冠軍           | 3           | 1894年、1895年、1933年。         |
| 盃 賽 比 賽             |             |                                  |
| 蘇格蘭足總盃 冠軍       | 3           | 1887年、1902年、2016年。         |
| 蘇格蘭聯賽盃 冠軍       | 3           | 1973年、1992年、2007年。         |

## 著名球星
五條煙（The Famous Five）：
- 戈登·史密斯（Gordon Smith）
- 博比·约翰斯通（Bobby Johnstone）
- 劳里·赖利（Lawrie Reilly）
- 埃迪·特恩布尔（Eddie Turnbull）
- 威利·奥蒙德（Willie Ormond）

70年代：
- 帕特·斯坦顿（Pat Stanton）
- 亚历克斯·克罗普利（Alex Cropley）
- 亚历克斯·爱德华兹（Alex Edwards）
- 約翰·布莱克利（John Blackley）
- 阿瑟·邓肯（Arthur Duncan）
- 埃里克·史迪拿（Eric Schaedler）

80年代：
- 阿蘭·羅夫（Alan Rough）
- 戈登·杜里（Gordon Durie）

90年代：
- 約翰·科林斯（John Collins）
- 吉姆·莱顿（Jim Leighton）

其他近代球星：
- 迈可·斯图尔特（Michael Stewart）
- 弗蘭克·蘇錫（Franck Sauzee）
- 加里·奥康纳（Garry O'Connor）
- 德雷克·赖尔登（Derek Riordan）
- 加里·卡尔德威尔（Garry Caldwell）
- 阿马杜·孔特（Amadou Konte） - 綽號“馬里魔術師”（"Mali Magician"）